# Francisco Calvo Serraller
Francisco Calvo Serraller   (Madrid, 19 d'abril de 1948 - Madrid, 16 de novembre de 2018) fou un historiador, assagista, crític d'art i catedràtic universitari espanyol.
Doctor en Filosofia i Lletres en l'especialitat d'Història de l'Art per la Universidad Complutense, de la qual fou catedràtic d'Història de l'Art Contemporani des de 1989. Fou membre de la Reial Acadèmia de Belles Arts de San Fernando des de 2001.
Va ser director del Museu del Prado durant cent dies. Fou col·laborador habitual del diari El País, des de la seva fundació el 1976, especialment en la seva revista Babelia. Va ser proposat per ocupar la càtedra de Jorge Oteiza de la Universitat Pública de Navarra en substitució de Pedro Manterola.
Va participar en els cursos d'estiu i seminaris de la Universitat Internacional Menéndez Pelayo, dirigint els titulats Les arts de la sensualitat (1988), L'escultura actual: nova dimensió artística en relació amb l'àmbit internacional (1988), Paisatge artístic per un cap de segle (1989) i La influència de Velázquez en l'art contemporani (1990).
Entre les exposicions de les quals fou comissari destaquen Natures espanyoles (1940-1987), d'octubre de 1987 a juny de 1988; El segle de Picasso (gener de 1988), englobada juntament amb altres tres sota el títol Cinc segles d'art espanyol. També va ser el coordinador de la sèrie Conceptes fonamentals en la Història de l'Art Espanyol de l'editorial Taurus.
Bona part dels seus treballs es van centrar en la història de la pintura espanyola entre finals del segle xix i del xx.

## Obres destacades
- España, medio siglo de arte de vanguardia (1985)
- El arte visto por los artistas (1987)
- Vanguardia y tradición en el arte español contemporáneo (1989)
- La novela del artista (1991)
- Enciclopedia del arte español contemporáneo (1992)
- Breve historia del Museo del Prado (1994)
- La imagen romántica de España. Arte y arquitectura del siglo XIX (1995)
- El Greco (1995)
- Las Meninas de Velázquez (1996)
- Columnario. Reflexiones d'un crítico de arte (1998)
- Libertad de exposición. Una historia del arte diferente (2000)
- El arte contemporáneo (2001).
- Los géneros de la pintura (2005)